# Amanda Serrano
Amanda Serrano (* 9. Oktober 1988 in Carolina, Puerto Rico) ist eine puerto-ricanische Boxerin und MMA-Kämpferin. Als erster Boxsportler überhaupt gewann sie Weltmeistertitel in sieben Gewichtsklassen. Gegenwärtig ist sie Unumstrittene Boxweltmeisterin im Federgewicht.

## Boxkarriere
Amanda Serrano ist in Puerto Rico geboren, aber in Brooklyn, New York City, aufgewachsen. Ihre ältere Schwester Cindy Serrano ist ebenfalls Profiboxerin und wird von ihrem Ehemann Jordan Maldonado trainiert. Nach dem Abschluss der Bushwick High School 2006, begann Amanda ebenfalls bei Maldonado mit dem Boxen. Als Amateur gewann sie 2008 die New York Golden Gloves und gab ihr Profidebüt am 20. März 2009.
Am 10. September 2011 gewann sie in Brooklyn den IBF-Weltmeistertitel im Superfedergewicht durch TKO in der zweiten Runde gegen Kimberly Connor. Beim anschließenden Versuch, sich den WBC-Weltmeistertitel im Federgewicht zu sichern, verlor sie am 27. April 2012 in Schweden gegen Frida Wallberg.
Im Federgewicht weiterboxend gewann sie am 16. Februar 2013 in der Dominikanischen Republik die Weltmeistertitel der Verbände UBF und WIBA durch einen TKO-Sieg in der ersten Runde gegen Wanda Ozuna.
Am 15. August 2014 besiegte sie María Maderna in Argentinien durch K. o. in der sechsten Runde und wurde dadurch WBO-Weltmeisterin im Leichtgewicht. Einen weiteren WBO-Titel gewann sie am 17. Februar 2016 im Federgewicht, als ihr in New York City ein TKO-Sieg in der ersten Runde gegen Olivia Gerula gelungen war. Den Titel verteidigte sie am 30. Juli 2016 in Brooklyn durch TKO in der ersten Runde gegen Calista Silgado.
Am 18. Oktober 2016 besiegte sie Alexandra Lazăr in Puerto Rico beim Kampf um den vakanten WBO-Titel im Superbantamgewicht durch TKO in der ersten Runde. Sie war damit bereits Weltmeisterin in vier Gewichtsklassen, was vor ihr nur der Argentinierin Alejandra Oliveras gelungen war. Den Titel verteidigte sie am 14. Januar 2017 in Brooklyn einstimmig nach Punkten gegen Yazmín Rivas. Zudem handelte es sich um den ersten national im TV übertragenen Frauenboxkampf seit dem Jahr 2007.
Am 22. April 2017 schrieb sie in Brooklyn Boxgeschichte, als sie Dahiana Santana beim Kampf um den vakanten WBO-Titel im Bantamgewicht durch TKO in der achten Runde besiegte und erste Weltmeisterin in fünf Gewichtsklassen wurde. Sie übertraf damit auch die puerto-ricanische Rekordmarke ihres Landsmannes Miguel Cotto, der Champion in vier Gewichtsklassen geworden war.
Den WBO-Titel im Superbantamgewicht verteidigte sie erneut am 21. Juli 2017 in Puerto Rico durch TKO in der dritten Runde gegen Edina Kiss. Gegen Kiss hatte sie bereits am 22. April 2016 den ersten offiziellen Profi-Frauenboxkampf in Puerto Rico bestritten und dabei ebenfalls durch TKO gewonnen.
Am 8. September 2018 gewann sie in Brooklyn den vakanten WBO-Titel im Halbweltergewicht durch einen einstimmigen Punktsieg gegen Yamila Reynoso und zog damit, als Weltmeisterin in sechs Gewichtsklassen, mit den männlichen Boxlegenden Óscar de la Hoya und Manny Pacquiao gleich. Diesen Rekord übertraf sie mit dem Gewinn des vakanten WBO-Titels im Superfliegengewicht am 18. Januar 2019 in New York City, als sie Eva Voraberger durch K. o. in der ersten Runde besiegen konnte und damit Weltmeisterin in der siebenten Gewichtsklasse wurde.
Am 13. September 2019 besiegte sie im Federgewicht Heather Hardy einstimmig nach Punkten und wurde dadurch erneut WBO-Weltmeisterin sowie WBC-Interimsweltmeisterin dieser Gewichtsklasse.
Als amtierende WBO- und WBC-Weltmeisterin boxte sie am 25. März 2021 gegen Daniela Bermúdez und siegte durch K. o. in der neunten Runde, womit sie auch den vakanten IBO-Weltmeistertitel gewann. Alle drei Titel verteidigte sie am 29. August 2021 einstimmig gegen Yamileth Mercado.
Am 30. April 2022 boxte sie gegen die ungeschlagene Katie Taylor um alle vier bedeutenden WM-Gürtel (WBA/WBO/WBC/IBF) im Leichtgewicht, verlor jedoch durch Split Decision nach Punkten.
Ihre drei WM-Titel im Federgewicht (IBO/WBC/WBO) verteidigte sie am 24. September 2022 einstimmig gegen Sarah Mahfoud und gewann dadurch zusätzlich den IBF-Titel ihrer Kontrahentin.
Am 4. Februar 2023 vereinte sie ihre WM-Titel (IBO/WBC/WBO/IBF) mit dem WBA-Weltmeistertitel von Erika Hernández, nachdem sie die Mexikanerin einstimmig nach Punkten besiegt hatte. Alle fünf WM-Titel im Federgewicht verteidigte sie am 5. August 2023 einstimmig in einem Rückkampf gegen Heather Hardy.
Am 5. Oktober 2023 verteidigte sie die Titel der IBF, IBO, WBA und WBO einstimmig gegen die Brasilianerin Danila Ramos. Da dieser Titelkampf über zwölf Runden, anstatt der bisher maximal zehn Runden bei Frauenkämpfen, stattfand und dies nicht in den Regularien der WBC vorgesehen ist, stand der WBC-Titel nicht auf dem Spiel.
Am 15. November 2024 bestritt sie einen Rückkampf gegen Katie Taylor um deren WM-Titel der IBO, IBF, WBC und WBO im Halbweltergewicht, verlor jedoch einstimmig nach Punkten. In einem dritten Kampf gegen Taylor, am 11. Juli 2025, verlor sie durch Mehrheitsentscheidung nach Punkten.

## Mixed Martial Arts
Simultan zu ihrer Boxkarriere begann sie in der Kampfsportart Mixed Martial Arts (MMA) zu trainieren. Ihr Debüt bestritt sie im Fliegengewicht am 13. April 2018 in Los Angeles für die MMA-Organisation Combate Americas und erreichte dabei ein Unentschieden gegen Corina Herrera. Ihren zweiten Kampf gewann sie dann am 13. Oktober 2018 in Tucson vorzeitig gegen Eréndira Ordoñez.

## Weltmeistertitel
- 4. Februar 2023: WBA-Weltmeisterin im Federgewicht
- 24. September 2022: IBF-Weltmeisterin im Federgewicht
- 25. März 2021: WBC- und IBO-Weltmeisterin im Federgewicht
- 13. September 2019: WBO-Weltmeisterin im Federgewicht
- 18. Januar 2019: WBO-Weltmeisterin im Superfliegengewicht
- 8. September 2018: WBO-Weltmeisterin im Halbweltergewicht
- 22. April 2017: WBO-Weltmeisterin im Bantamgewicht
- 18. Oktober 2016: WBO-Weltmeisterin im Superbantamgewicht
- 17. Februar 2016: WBO-Weltmeisterin im Federgewicht
- 15. August 2014: WBO-Weltmeisterin im Leichtgewicht
- 16. Februar 2013: UBF- und WIBA-Weltmeisterin im Federgewicht
- 10. September 2011: IBF-Weltmeisterin im Superfedergewicht

### Weitere Titel
- 14. Januar 2017: WBC-Diamond-Meisterin im Superbantamgewicht
- 15. Dezember 2012: UBF-Interkontinental-Meisterin im Superfedergewicht
- 11. Juni 2011: NABF-Meisterin im Federgewicht

## Filmographie
- 2019; Meet Me in a Happy Place
- 2016; Fight Valley
- 2016; American Latino TV, Staffel 15, Episode 3
- 2016; Harry, Staffel 1, Episode 47